# Distichophyllum jungermannioides
Distichophyllum jungermannioides är en bladmossart som beskrevs av Roelof Benjamin van den Bosch och Sande Lacoste 1861. Distichophyllum jungermannioides ingår i släktet Distichophyllum och familjen Hookeriaceae. Inga underarter finns listade i Catalogue of Life.